# 3148 Grechko
3148 Grechko este un asteroid din centura principală, descoperit pe 24 septembrie 1979 de Nikolai Cernîh.